# Eleição municipal de Paulínia em 2016
A eleição municipal de Paulínia em 2016 foi realizada no dia 2 de outubro de 2016, e foram eleitos um prefeito, um vice-prefeito e 15 vereadores no município de Paulínia, no Estado de São Paulo. O prefeito eleito foi Dixon Carvalho, do PP, que venceu a eleição com 34,37% dos votos válidos no primeiro turno em disputa com outros 6 adversários. Contudo, o candidato Adriano Moura teve seus votos invalidados "devido à sua situação jurídica ou à de seu partido", segundo o TSE. O vice-prefeito eleito na chapa de Dixon Carvalho foi Sandro Caprino (PRB).
15 vereadores foram eleitos para a Câmara Municipal de Paulínia em 2016, sendo que 312 se candidataram às eleições. O candidato Kiko Meschiatti (PRB) foi o vereador mais bem votado no município paulista, obtendo 3,19% dos votos válidos, o que equivale a 1724 votos.

## Antecedentes
Na Eleição municipal de Paulínia em 2012, a princípio o candidato Edson Moura Júnior, do PMDB havia sido eleito com 41,01% dos votos, mas teve sua candidatura indeferida pelo juiz eleitoral de Paulínia após as eleições. Edson Moura Júnior havia substituído seu pai, o ex-prefeito Edson Moura, na véspera do pleito, já que o ex-prefeito havia tido sua candidatura barrada pelo TRE por ter sido enquadrado pela Justiça Eleitoral na Lei da Ficha Limpa. No entanto, quando Edson Moura formalizou sua renúncia, o sistema das urnas eletrônicas já havia sido finalizado, e o eleitor não visualizou o nome ou a foto de seu filho, que substituiu sua candidatura. A Justiça Eleitoral concluiu que a mudança de candidatura na véspera das eleições teve como objetivo enganar o eleitor, para que esse não tomasse conhecimento da substituição da candidatura de Edson Moura, em uma estratégia de transferir os votos do ex-prefeito de Paulínia para seu filho.
Em novembro de 2012, a Justiça Eleitoral organizou a recontagem dos votos das eleições municipais, anulando os votos de Moura Júnior. Após a recontagem, o candidato à reeleição José Pavan Júnior, do PSB, segundo candidato mais votado antes da recontagem, foi reeleito como prefeito de Paulínia com 59,32% dos votos válidos. Outros dois candidatos também concorreram à prefeito nas Eleições Municipais de Paulínia em 2012: Dixon Carvalho (PT), que ficou com 22,08% dos votos válidos, e Palito (Adilson Domingos Censi) do PC do B, que ficou com 18,61% dos votos válidos.
Em 2012, a Eleição Municipal também elegeu 15 vereadores para a Câmara Municipal de Paulínia.

## Eleitorado
Nas Eleições Municipais de 2016, 69.520 pessoas estiveram aptas a votar em Paulínia, o que representa aproximadamente à 69,43% da população total da cidade.
No primeiro e único turno das eleições, 58.939 pessoas compareceram às votações (84,78% do eleitorado), sendo que 10.581 pessoas se abstiveram (15,22%), 2155 votaram em branco (3,66%) e 4997 votaram nulo (8,48%). Portanto, 51.787 dos votos foram considerados válidos (87,87% dos número total de votos).

## Candidatos
Seis candidatos concorreram à prefeitura de Paulínia em 2016: Dixon Carvalho (PP), José Pavan Júnior (PSDB), Tuta (PPS), Roberto Yamada (PSOL), Kielson Prado (PMB), Daniel Messias (PCO) e Adriano Moura (PMDB).
| Candidato(a)      | Vice                   | Partido | Coligação                                                                                      |
| ----------------- | ---------------------- | ------- | ---------------------------------------------------------------------------------------------- |
| Dixon Carvalho    | Sandro Caprino         | PP      | "Gente do Bem" (PP/PRB/PSDC/PEN/PTC/PSL)                                                       |
| José Pavan Júnior | Angela Duarte          | PSDB    | "União por Paulínia" (PDT/PR/PRTB/PV/PSDB)                                                     |
| Tuta              | Palito                 | PPS     | "Viva Uma Nova Paulínia" (PRP/PMN/PSD/PSC/PC do B/SD/PPL/PPS/DEM/PROS/PT do B/PT/PSB/PTB/REDE) |
| Roberto Yamada    | Ivone Zanichelli       | PSOL    | "PSOL"                                                                                         |
| Kielson Prado     | Layla                  | PMB     | "PMB"                                                                                          |
| Daniel Messias    | Zequinha da Comunidade | PCO     | "PCO"                                                                                          |
| Adriano Moura     | Professor William      | PMDB    | "PMDB"                                                                                         |

## Campanha
Em dezembro de 2016, após as eleições, Dixon Carvalho teve suas contas de campanha reprovadas pela Justiça Eleitoral de Paulínia, que afirmou que parte do valor declarado pelo candidato como "recursos próprios" permanecia injustificada, e não possuía uma origem clara. O prefeito eleito afirmou, por meio de sua assessoria de imprensa, que a ação da Justiça Eleitoral não impedia sua posse no município, e garantiu que iria recorrer à decisão.
Após ser eleito, Dixon afirmou, em entrevista ao G1, que sua gestão iria "colocar a casa em ordem", e tinha como prioridade resolver problemas na área da saúde, do transporte público, da coleta lixo, e na geração de empregos. Em relação à geração de empregos, Dixon promete criar leis de incentivo fiscais que beneficiem as empresas que contratarem moradores do municipío de Paulínia, além de pretender atrair novas empresas para diversificar a matriz econômica da cidade, que até então era muito dependente do setor petroleiro. No setor da saúde, Dixon afirmou que uma de suas maiores prioridades era informatizar o sistema de atendimento na rede municipal de saúde de Paulínia para melhorar a qualidade no atendimento dos usuários. Outro plano importante nas propostas de Dixon era resolver os problemas causados com o sistema de transporte público da cidade, que em novembro de 2016 entrou em greve devido a falta de pagamento dos salários dos funcionários.
Outras propostas do prefeito eleito de Paulínia consistiam em reformar escolas municipais e informatizar a rede de ensino; implementar um sistema de monitoramento na cidade, com o objetivo de inibir o grande número de roubos de carga no município; e liberar a ponte na Estrada da Rhodia, que estava interditada há dois anos.

### Pesquisas
Durante as eleições municipais de 2016, três institutos de pesquisa tiveram suas pesquisas eleitorais denunciadas por fraude em Paulínia. Os denunciantes, os dados das pesquisas de três empresas possuíam diversas irregularidades. As empresas denunciadas foram: Vitória Comunicação, Full Marketing e Pesquisas e Instituto Quality Pesquisas.
Em pesquisa realizada pelo instituto FLS – Pesquisa e Marketing, divulgada em setembro de 2016, José Pavan, candidato à reeleição, aparecia com 41,3% das intenções de voto, enquanto Dixon Carvalho aparecia com 31% e Tuta aparecia com 23%. Roberto Yamada, Adriano Moura e Kielson apareciam, respectivamente, com 3%, 1% e 1%. O candidato Daniel Messias não pontuou na pesquisa. 403 pessoas foram entrevistadas para a pesquisa, e do total de entrevistados, 9,9% afirmaram que não sabiam em quem votariam ou não responderão. Outros 13,2% disseram que não votariam em nenhum dos candidatos, ou votariam em branco ou nulo.
| Data de realização             | Data de divulgação     | Instituto                  | Número de registro no TRE | Contratante                                     | Entrevistados | Margem de erro | Candidato         | Candidato           | Candidato  | Candidato             | Candidato            | Candidato     | Candidato            | Não sabe/ Não respondeu | Brancos e nulos |
| Data de realização             | Data de divulgação     | Instituto                  | Número de registro no TRE | Contratante                                     | Entrevistados | Margem de erro | José Pavan (PSDB) | Dixon Carvalho (PP) | Tuta (PPS) | Roberto Yamada (PSOL) | Adriano Moura (PMDB) | Kielson (PMB) | Daniel Messias (PCO) | Não sabe/ Não respondeu | Brancos e nulos |
| ------------------------------ | ---------------------- | -------------------------- | ------------------------- | ----------------------------------------------- | ------------- | -------------- | ----------------- | ------------------- | ---------- | --------------------- | -------------------- | ------------- | -------------------- | ----------------------- | --------------- |
| de 20 a 21 de setembro de 2016 | 22 de setembro de 2016 | FLS – Pesquisa e Marketing | SP-07939/2016             | Rede Campinas de Notícia Gráfica e Editora Ltda | 403           | ± 5%           | 41,3%             | 31%                 | 23%        | 3%                    | 1%                   | 1%            | -                    | 9,9%                    | 13,2%           |

## Resultados

### Prefeito
No dia 2 de outubro de 2016, Dixon Carvalho foi eleito com 34,37% dos votos válidos, e em segundo lugar ficou Pavan, que se candidatava à reeleição, com 33,29% dos votos válidos.
| Candidato(a)           | Vice                         | 1º Turno 7 de outubro de 2012 | 1º Turno 7 de outubro de 2012 |
| Candidato(a)           | Vice                         | Votação                       | Votação                       |
|                        |                              | Total                         | Porcentagem                   |
| ---------------------- | ---------------------------- | ----------------------------- | ----------------------------- |
| Dixon Carvalho (PP)    | Sandro Caprino (PRB)         | 17.798                        | 34,37%                        |
| Pavan (PSDB)           | Angela Duarte (PRTB)         | 17.239                        | 33,29%                        |
| Tuta (PPS)             | Palito (SD)                  | 13.765                        | 26,58%                        |
| Roberto Yamada (PSOL)  | Ivone Zanichelli (PSOL)      | 2.084                         | 4,02%                         |
| Kielson (PMB)          | Layla (PMB)                  | 777                           | 1,50%                         |
| Daniel Messias (PCO)   | Zequinha da Comunidade (PCO) | 124                           | 0,24%                         |
| Adriano Moura (PMDB)   | Professor William (PMDB)     | 0                             | 0,00%                         |
| Total de votos válidos | Total de votos válidos       | 51.787                        | 87,87%                        |
| Votos em branco        | Votos em branco              | 2.155                         | 3,66%                         |
| Votos nulos            | Votos nulos                  | 4.997                         | 8,48%                         |
| Total                  | Total                        | 58.939                        | 84,78%                        |
| Abstenções             | Abstenções                   | 10.581                        | 15,22%                        |
| Votos apurados         | Votos apurados               | 69.520                        | 100%                          |
| Total de eleitores     | Total de eleitores           | 69.520                        | 100%                          |

### Vereador
Quinze (15) vereadores foram eleitos para a Câmara Municipal de Paulínia em 2016. O PSDC foi o partido com o maior número de vereadores eleitos (3), seguido pelo PSDB (2), porém, a maioria dos vereadores eleitos pertence a coligação do candidato Tuta. Há apenas uma mulher entre os candidatos eleitos.
| Resultado da eleição para a Câmara Municipal de Bauru em 2012 por candidato eleito | Resultado da eleição para a Câmara Municipal de Bauru em 2012 por candidato eleito | Resultado da eleição para a Câmara Municipal de Bauru em 2012 por candidato eleito | Resultado da eleição para a Câmara Municipal de Bauru em 2012 por candidato eleito | Resultado da eleição para a Câmara Municipal de Bauru em 2012 por candidato eleito | Resultado da eleição para a Câmara Municipal de Bauru em 2012 por candidato eleito |
| Candidato                                                                          | Número                                                                             | Partido                                                                            | Votos                                                                              | Porcentagem                                                                        |                                                                                    |
| ---------------------------------------------------------------------------------- | ---------------------------------------------------------------------------------- | ---------------------------------------------------------------------------------- | ---------------------------------------------------------------------------------- | ---------------------------------------------------------------------------------- | ---------------------------------------------------------------------------------- |
| Kiko Meschiatti                                                                    | 10000                                                                              | PRB                                                                                | 1724                                                                               | 3,19%                                                                              |                                                                                    |
| Fábio Valadão                                                                      | 28000                                                                              | PRTB                                                                               | 1713                                                                               | 3,17%                                                                              |                                                                                    |
| Dú Cazellato                                                                       | 45777                                                                              | PSDB                                                                               | 1413                                                                               | 2,62%                                                                              |                                                                                    |
| Zé Coco                                                                            | 43043                                                                              | PV                                                                                 | 1308                                                                               | 2,42%                                                                              |                                                                                    |
| Edilsinho                                                                          | 45000                                                                              | PSDB                                                                               | 1247                                                                               | 2,31%                                                                              |                                                                                    |
| Tiguila                                                                            | 23006                                                                              | PPS                                                                                | 1168                                                                               | 2,16%                                                                              |                                                                                    |
| Danilo Barros                                                                      | 22100                                                                              | PR                                                                                 | 1146                                                                               | 2,12%                                                                              |                                                                                    |
| João Mota                                                                          | 27789                                                                              | PSDC                                                                               | 1104                                                                               | 2,05%                                                                              |                                                                                    |
| Loira                                                                              | 27222                                                                              | PSDC                                                                               | 1009                                                                               | 1,87%                                                                              |                                                                                    |
| Marquinho Fiorella                                                                 | 40000                                                                              | PSB                                                                                | 995                                                                                | 1,84%                                                                              |                                                                                    |
| Prof. Xandynho Ferrari                                                             | 55016                                                                              | PSD                                                                                | 936                                                                                | 1,73%                                                                              |                                                                                    |
| Fabia Ramalho Inclusão Social                                                      | 33456                                                                              | PMN                                                                                | 928                                                                                | 1,72%                                                                              |                                                                                    |
| Flávio Xavier                                                                      | 27007                                                                              | PSDC                                                                               | 880                                                                                | 1,63%                                                                              |                                                                                    |
| Marcelo D2                                                                         | 90902                                                                              | PROS                                                                               | 753                                                                                | 1,40%                                                                              |                                                                                    |
| Manoel Filhos da Fruta                                                             | 65000                                                                              | PC do B                                                                            | 690                                                                                | 1,28%                                                                              |                                                                                    |

| Votos nominais   | Votos nominais   | 51.460 | 95,35% |
| Votos em legenda | Votos em legenda | 2,508  | 4,56%  |
| Votos válidos    | Votos válidos    | 53.968 | 91,57% |
| Votos nulos      | Votos nulos      | 3.024  | 5,13%  |
| Votos em branco  | Votos em branco  | 1.947  | 3,30%  |
| Total            | Total            | 58.939 | 84,78% |
| ---------------- | ---------------- | ------ | ------ |

## Análises
Dixon Carvalho foi empossado no dia 1º de janeiro de 2017 em Paulínia, e muitos cidadãos se incomodaram com o discurso do atual prefeito. Jornais locais afirmaram que a cerimônia de posse de Dixon na Câmara Municipal se assemelhava à um "culto religioso", já que o prefeito não citou suas propostas de campanha ou as soluções que pretende adotar para os problemas da cidade durante toda a cerimônia, e ao invés disso, iniciou seu discurso "pedindo uma salva de palmas à Jesus Cristo", além de proferir orações e ler um salmo da bíblia, como afirma o Jornal Tribuna de Paulínia. Os eleitores que acompanharam a posse se declararam insatisfeitos com o discurso do prefeito, e se manifestaram nas redes sociais.
O atual prefeito se envolveu em outra polêmica durante os 100 primeiros dias de mandato, quando em março de 2017, dois pedidos de cassação do mandato de Dixon Carvalho foram protocolados na Câmara de Paulínia. Os pedidos denunciavam supostas fraudes em contratos emergenciais realizados pela prefeitura, além de pagamentos irregulares à empresas responsáveis pelo aterro sanitário e limpeza urbana da cidade. Contudo, a Câmara de Paulínia rejeitou ambos os pedidos contra o prefeito.
Em maio de 2017, o vice-prefeito Sandro Caprino rompeu com o prefeito Dixon Carvalho. Caprino afirmou que sua decisão foi motivada pela forma que o atual prefeito está administrando o município, declarando que a administração de Dixon seria diferente do que ambos haviam combinado durante as eleições de 2016. Apesar de seu rompimento com Dixon Carvalho, Caprino assegurou que continuará exercendo suas funções como vice-prefeito.